# Elaeocarpus schoddei
Elaeocarpus schoddei là một loài thực vật có hoa trong họ Côm. Loài này được Weibel mô tả khoa học đầu tiên năm 1971.